# 兵庫県道77号篠山山南線
兵庫県道77号篠山山南線（ひょうごけんどう77ごう ささやまさんなんせん）は、兵庫県丹波篠山市から丹波市山南町を結ぶ県道（主要地方道）である。また、高校駅伝の兵庫県大会に使用されるコースの一部である。

## 概要

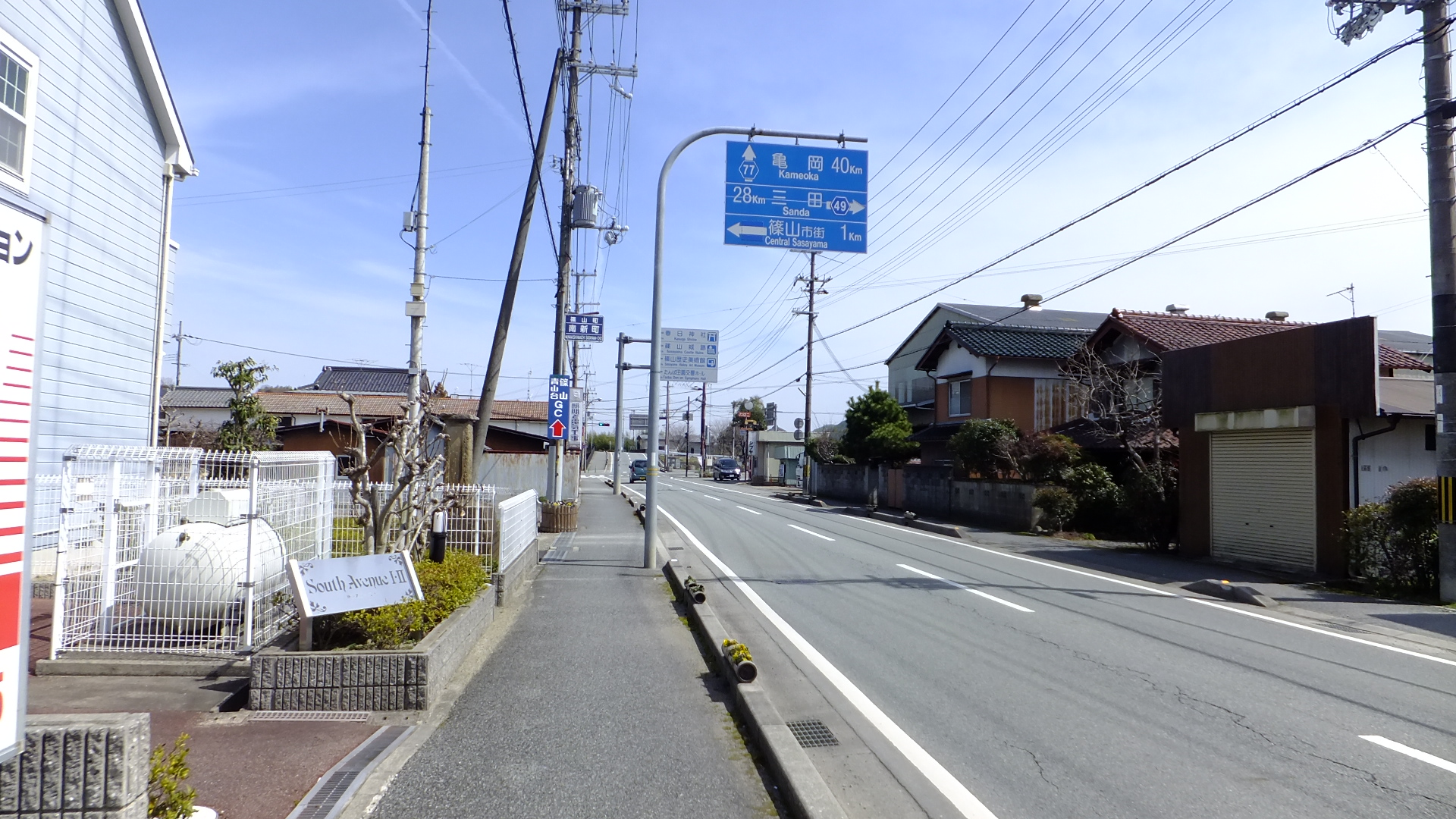
兵庫県道49号三田篠山線交点付近
兵庫県丹波篠山市南新町で撮影

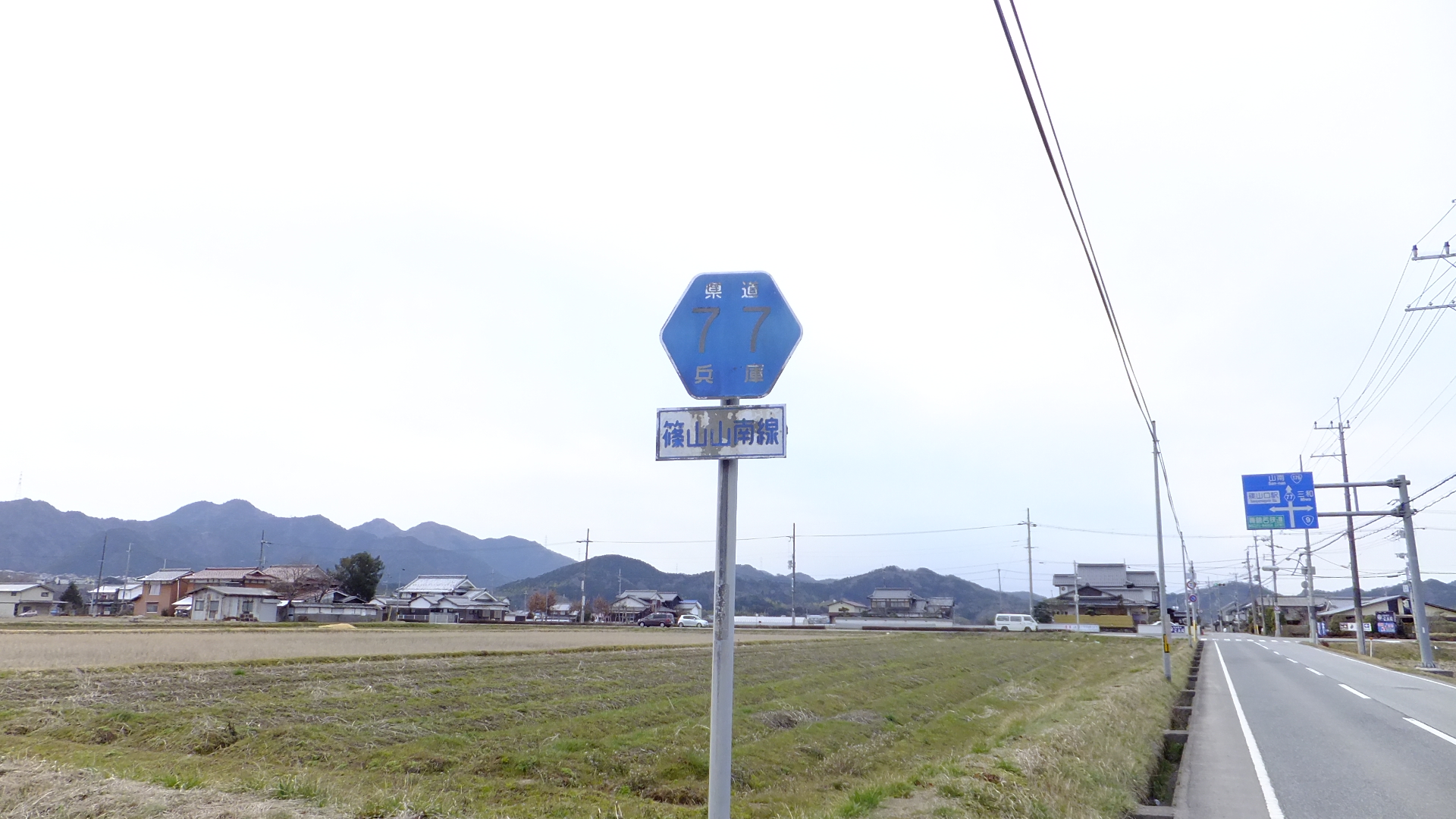
本道の標識
兵庫県丹波篠山市川北で撮影

丹波篠山市と丹波市山南町を結ぶ道路であり、丹波篠山市大山下から丹波市山南町谷川までの区間が2007年11月にたんば三街道として日本風景街道の登録を受け、その後川代恐竜街道の愛称を制定する。。

### 路線データ
- 起点：丹波篠山市八上下[5]（国道372号・八上下交差点）
- 終点：丹波市山南町井原[5]（国道175号・井原南交差点）
- 総延長：27.260 km

## 歴史
- 1993年（平成5年）5月11日 - 建設省から、県道篠山山南線が篠山山南線として主要地方道に指定される[6]。
- 2006年8月 沿線の川代渓谷で丹波竜が発見される。
- 2007年11月 - 日本風景街道が国道175号水分れ街道、国道176号丹波の森街道、国道372号デカンショ街道に当路線を加えたたんば三街道の登録を受ける[4]。
- 2011年2月18日 - 当路線のたんば三街道に含まれる部分の愛称を川代恐竜街道とし、道路サインを制定する[3]。
- 2019年3月23日 - 川代トンネルが開通[7]。旧道は清掃センターより山南方面は車両通行止めとし、自転車歩行者専用道路「川代恐竜街道サイクリングロード」として整備され、休憩施設や自転車ラックが整備されている。[8]

## 路線状況

### 重複区間
- 兵庫県道292号下立杭柏原線（兵庫県丹波市山南町上滝 地内）
- 兵庫県道86号中柏原線（兵庫県丹波市山南町谷川 - 兵庫県丹波市山南町井原）

## 地理

### 通過する自治体
- 丹波篠山市
- 丹波市

### 交差する道路
| 交差する道路                            | 交差する場所           |
| --------------------------------------- | ---------------------- |
| 国道372号                               | 兵庫県丹波篠山市八上下 |
| 兵庫県道306号池上杉線                   | 兵庫県丹波篠山市糯ケ坪 |
| 兵庫県道702号篠山京丹波線               | 兵庫県丹波篠山市河原町 |
| 兵庫県道544号丸山南新町線               | 兵庫県丹波篠山市南新町 |
| 兵庫県道49号三田篠山線                  | 兵庫県丹波篠山市南新町 |
| 兵庫県道36号西脇篠山線                  | 兵庫県丹波篠山市東岡屋 |
| 兵庫県道140号長安寺篠山線               | 兵庫県丹波篠山市西岡屋 |
| 兵庫県道97号篠山三和線                  | 兵庫県丹波篠山市黒田   |
| 国道176号                               | 兵庫県丹波篠山市大山下 |
| 兵庫県道292号下立杭柏原線               | 兵庫県丹波市山南町上滝 |
| 兵庫県道292号下立杭柏原線               | 兵庫県丹波市山南町上滝 |
| 兵庫県道86号中柏原線                    | 兵庫県丹波市山南町谷川 |
| 兵庫県道139号山南多可線                 | 兵庫県丹波市山南町谷川 |
| 国道175号 （兵庫県道86号中柏原線 重複） | 兵庫県丹波市山南町井原 |

### 沿線にある施設など
- 八上城
- 篠山城
- 川代渓谷
- 丹波竜の里公園
- 川代公園